# George Murdoch
George Murdoch (29 de abril de 1850-2 de febrero de 1910) fue el primer alcalde de Calgary, (Alberta, Canadá). Nació en Paisley (Escocia) y falleció en Calgary.
La familia de Murdoch emigró a Canadá en 1854 y se estableció en Saint John, Nuevo Brunswick. Murdoch pasó su infancia en esta provincia: aquí fue donde se casó con su mujer Margaret y donde tuvieron sus primeros dos hijos. En total, tuvieron al menos tres hijos y dos hijas.
El 13 de mayo de 1883, Murdoch se mudó a Calgary, sólo algunos meses antes de que el Canadian Pacific Railway hubiese llegado a aquella comunidad, en agosto. Allí montó una tienda de arneses que tuvo mucho éxito. Por aquel entonces, su clientela principal era la Policía Montada del Canadá, que tenían su sede en Fort Calgary, y los indios Pies negros,(Blackfoot) que tenían una reserva cerca. Tuvo una buena relación con ellos, e incluso aprendió a hablar su lengua.
El 4 de diciembre de 1884, se convirtió en el primer alcalde de la Ciudad de Calgary. Estuvo en el puesto hasta el 21 de octubre de 1886, cuando fue descalificado de las elecciones de aquel año por manipular los votos.